# Opération antisèche
Pour plus de détails, voir Fiche technique et Distribution.
Opération antisèche ou Cheaters : Opération antisèche au Québec (Cheats) est un film américain écrit et réalisé par Andrew Gurland, sorti en 2002.
Il a été produit par Chris Bender (en), J. C. Spink (en) et A. J. Dix. Le film met en vedette quatre amis qui trichent depuis le collège et doivent faire face à de nouveaux défis pour éviter de se faire prendre avant d'aller à l'université. Les trois principaux rôles sont Trevor Fehrman (en), Matthew Lawrence, et Mary Tyler Moore. Le nom original du film était au départ  Cheaters (Tricheurs), mais a été changé pour Cheats afin de ne pas être confondu avec le film Cheaters (en) (2000), mettant en vedette Jeff Daniels. Le film a été tourné à Vancouver (Colombie-Britannique, Canada) et diffusé le 1er novembre 2002.

## Synopsis
Alors que les autres étudiants du lycée d'élite Académie North Point passent d'interminables heures à étudier, Handsome Davis considère ce système comme rien de plus qu'un contrôle sur votre esprit.
C'est pourquoi Handsome et ses trois meilleurs amis Sammy, Victor et Applebee - le génie de l'antisèche, se sont regroupés et ont trouvé des façons de tricher sur leurs examens tout au long de leurs années scolaires. Ils sont passés maîtres dans l'art de la gruge et de la fraude aux examens. De l'écriture microscopique au vol des sujets d'examens et des notes, tous les moyens sont bons pour ne pas avoir de mauvais bulletins avec des « F » et risquer d’être refusé en entrée d’université.
Tout allait bien jusqu'à ce que les étudiants entrent dans leur dernière année de lycée et que la surveillance des sujets a été augmentée par la principale du lycée, madame Stark qui a des soupçons de fraude et qui s'est juré de coincer les tricheurs. Madame Stark s’est promis de mettre un blâme dans leurs dossiers et tuer leur chance d'entrer à l'université.
Handsome essaie de motiver ses compères en déjouant madame Stark et le système de l'enseignement secondaire, même si cela risque de détruire leurs amitiés,.

## Fiche technique
- Titre original : Cheats
- Titre français : Opération antisèche
- Titre québécois : Cheaters : Opération antisèche
- Réalisation et scénario : Andrew Gurland
- Photographie : Fred Murphy
- Musique : Mark Mothersbaugh
- Production : Chris Bender (en), J. C. Spink (en) et A. J. Dix
- Pays d'origine :  États-Unis
- Langue originale : anglais
- Format : couleur - 35 mm - 1,85:1 - son Dolby Digital
- Durée : 86 minutes
- Dates de diffusion : 
  - États-Unis : 1er novembre 2002
  - France : 14 octobre 2004[3]

## Distribution
- Trevor Fehrman (en) (VF : Damien Witecka) : Handsome Davis (Henson)
- Elden Henson (VF : Christophe Lemoine) : Sammy Green
- Matthew Lawrence (VF : Maël Davan-Soulas) : Victor Barone
- Martin Starr (VF : Vincent de Bouard) : Jonathan Jacob Applebee
- Mary Tyler Moore (VF : Frédérique Tirmont) : Mme Stark, la principal de North Point Academy
- Maggie Lawson (VF : Marie-Eugénie Maréchal) : July Merkel
- Griffin Dunne (VF : Guy Chapellier) : M. Davis, le père de Handsome
- Morris Panych (VF : Pierre Laurent) : M. Alex Harkin
- Will Sanderson (de) (VF : Jérémy Bardeau) : Rexler
- Jewel Staite (VF : Laëtitia Lefebvre) : Teddy Blue
- Bill Switzer : Garret
- Shayn Solberg (it) : Lebo
- Tseng Chang (en) (VF : Patrice Dozier) : Marty, l'homme d'entretien
- Barbara Tyson (VF : Catherine Hamilty) : Mme Herman
- Dixon Cohee : Greedy Herman
- Lachlan Murdoch (VF : Brigitte Lecordier) : Horny
- Babz Chula (en) : Mme Rosengarden
- David Krumholtz : Evan Rosengarden
- Kathryn Anderson (en) : l'institutrice de primaire
- Casey Dubois (VF : Brigitte Lecordier) : Handsome enfant
- Brett Kelly (en) (VF : Catherine Hamilty) : Sammy enfant
- Leonie Haworth : Julie, l'élève de primaire
- Jay Brazeau : Dr Fox (non crédité)

 Source et légende : version française (VF) sur RS Doublage et AlloDoublage

## DVD bonus
L'édition du DVD comprend un documentaire de 18 minutes, montrant des personnes lors de la « vie réelle » des événements dont l'histoire est basée, plus de 10 ans auparavant. Le vrai Applebee a refusé de prendre part au DVD spécial bonus, un métrage documentaire de 18 minutes basé sur l'actuel Cheats et à ce titre son nom devait être censuré à chaque utilisation.